# Biblioteca Lafragua
La Biblioteca Histórica José María Lafragua de la Benemérita Universidad Autónoma de Puebla es la biblioteca con fondo antiguo más cuantioso y diverso del Estado de Puebla y una de las más importantes de México en su género. La variedad, cantidad y calidad de sus materiales bibliohemerográficos y documentales antiguos, sus recursos bibliotecológicos y su función –definida formalmente– como biblioteca especializada de investigación, perteneciente a esta institución pública de educación superior, la han convertido en una biblioteca muy frecuentada por los investigadores.

## Historia
La historia de la biblioteca, así como su fondo bibliográfico de origen, se remonta al siglo XVI, con la presencia de la Compañía de Jesús en la ciudad de Puebla y la labor educativa desarrollada por esta orden religiosa a través de sus acreditados colegios de los cuales, el principal de ellos, el Colegio del Espíritu Santo, alberga a este repositorio. La expulsión de los jesuitas en 1767 y la enajenación de sus bienes produjo, en el caso de las bibliotecas de los colegios y de los libros situados en otros lugares, su traslado a la biblioteca del seminario conciliar —Biblioteca Palafoxiana—. Ante la demanda de diversos sectores importantes de la sociedad poblana fue fundado por parte del clero secular en 1790, en el mismo lugar que ocupara el más importante colegio de los jesuitas, e l “Real Colegio Carolino del Espíritu Santo, de San Ignacio y de San Jerónimo”, algunos de los libros pertenecientes a las “librerías” jesuitas volvieron a su lugar original para formar la biblioteca del nuevo colegio el cual tuvo una corta existencia. En la actualidad este edificio conserva el nombre de edificio Carolino.
En 1825 se fundó el Colegio del Estado de Puebla, la institución laica que correspondía al nuevo proyecto nacional para algunas entidades federativas o departamentos administrativos de México. La biblioteca de esta nueva institución se fue enriqueciendo paulatinamente al ir incorporando las obras que exigían las diversas asignaturas de las carreras profesionales que ofrecía el establecimiento, a la par que fueron a dar ahí las bibliotecas conventuales cuando fueron aplicadas las leyes de desamortización de los bienes del clero. El Colegio del Estado devino Universidad de Puebla en 1937 y la biblioteca siguió incrementando sus fondos con nuevas adquisiciones y donaciones de importantes bibliotecas particulares, de personas vinculadas al establecimiento educativo, como la del obispo Andrés de Arce y Miranda, don José María Lafragua, abogado, periodista y literato liberal, creador de leyes y fundador de instituciones como la Biblioteca Nacional de México, de la cual fue su director, así como del Archivo General de la Nación; la del abogado Manuel Aspiroz, fiscal del proceso del emperador Maximiliano I de México y profesor del propio Colegio; la del doctor Rafael Serrano, eminente alienista, así como las bibliotecas particulares de muchos otros destacados intelectuales.
A partir de 1587, en este mismo lugar y durante los siguientes cuatro siglos, se sucedieron diversas instituciones educativas —independientes entre sí—, pero que fueron transfiriendo sus respectivas bibliotecas hasta constituir la actual, la cual fue inaugurada oficialmente el 16 de septiembre de 1885 con el nombre de su principal benefactor José María Lafragua en una ceremonia que constituyó el acto culminante de las celebraciones, en la ciudad de Puebla, del 75 aniversario del inicio de la Independencia de México.

## Las colecciones
La colección bibliográfica de la biblioteca está constituida por poco más de 90 mil volúmenes de los cuales cerca del 60% corresponden al fondo antiguo (siglos XVI- XVIII). Existe un número significativo de obras del siglo XIX y el resto corresponde a libros contemporáneos. La biblioteca posee diversos fondos documentales que están relacionados con la historia de los establecimientos educativos que les dieron origen y con la historia regional como el fondo jesuita, el de la Academia de Bellas Artes de Puebla, el del Colegio del Estado, el de la Escuela de Medicina y Farmacia, etc. Asimismo, conserva tesis, revistas y periódicos locales del siglo XIX que se encuentran custodiadas en la Hemeroteca Francisco M. Troncoso.
En el fondo restringido de la biblioteca se cuenta con dos códices indígenas del siglo XVI: el códice Sierra- Texupan y el códice Yanhuitlán y un legajo de cartas, firmadas en su mayoría por el caudillo insurgente José María Morelos y Pavón, entre otros muchos materiales importantes, entre los que se encuentra parte de la Colección de folletería del mismo José María Lafragua.
El libro más antiguo de la biblioteca es un Breviario Romano, libro manuscrito de (ca) 1370, elaborado en fina vitela con capitulares miniadas e iluminadas. La biblioteca Lafragua posee 17 incunables de temas religiosos y de autores clásicos latinos, entre los que destacan algunos libros que pertenecieron a fray Francisco de Toral, Provincial del Santo Evangelio en época de fray Bernardino de Sahagún, y que fueron utilizados en la evangelización de los indios de las poblaciones con conventos franciscanos de la región central del Estado de Puebla y la contigua, del Estado de Tlaxcala. Existen 8 impresos mexicanos del siglo XVI entre los cuales se encuentra uno de los pocos ejemplares que existen en el mundo del libro Opera Medicinalia, impreso en el año de 1570 por Pedro Ocharte (tercer impresor de la Nueva España) que está formado por 4 estudios de carácter teórico realizados por el médico sevillano Francisco Bravo.
La biblioteca cuenta con un ejemplar de la biblia Reina-Valera o Biblia del oso (1560) primera traducción de la Vulgata al castellano, libro que fuera prohibido debido a la defección de sus autores de la Iglesia Católica. Existen numerosas obras de escritores jesuitas como Atanasio Kircher, Filippo Bonanni, Francisco Suárez, etc. Se hallan numerosas ediciones príncipes de libros de diversas materias y el fondo antiguo contiene libros de medicina, botánica, mecánica, gramática, filosofía, derecho, óptica, geografía, emblemas y egiptología como es el caso de la primera edición del libro Grammaire Egyptienne (1843) de Jean-François Champollion; Antiquities of Mexico (1870) de Lord Kingsborough; The orchidaceae of Mexico and Guatemala de Bates; el conjunto monumental la Description de l'Égypte (1809- 1829) que recoge los trabajos de la expedición científica que acompañó a Napoleón en su invasión a Egipto; Le Sacre de Louis XV…; Le plan de París…; etc.

## Biblioteca para la investigación
Actualmente, la biblioteca está destinada a la investigación especializada en numerosas disciplinas del conocimiento para lo cual construye herramientas para sus usuarios como su catálogo OPAC de acuerdo a la normatividad internacional respecto a la identificación y descripción de los impresos antiguos; "Lafragua Digital", colección digital de libros a texto completo; dispone de un plan de conservación preventiva que garantiza la estabilidad de sus colecciones, desarrolla numerosas actividades de difusión como conferencias, exposiciones presenciales y digitales, presentaciones de libros y constantes cursos acerca de las materias que concurren en el tratamiento especializado de los impresos antiguos.

## Proyectos y asociaciones
La biblioteca Lafragua mantiene relaciones de cooperación con universidades e instituciones culturales, tanto de México como del extranjero. Participa activamente en importantes proyectos como Los Primeros Libros de las Américas, el Catálogo Colectivo de Marcas de Fuego. Se encuentra inscrita en online provenance resources del Consortium of European Research Libraries, la Biblioteca Digital Mexicana, etc. Pertenece a diversas asociaciones tales como la Corporación Universitaria de Internet II, la Red Abierta de Bibliotecas Digitales, la Asociación Mexicana de Bibliotecas e Instituciones con Fondos Antiguos, A. C., etc.